# Čerkezi
Čerkezi su narod u srednjem i sjeverozapadnom Kavkazu, zvani nekada i Cirkasijci. Sami sebe nazivaju Adygé, Adyghe i na Kosovu Adiže (približno: "gorštaci"). U starijim vremenima bili su poznati i kao Dzihurš (sing. Dzih), te Kosogi ili Kasagi u starim ruskim ljetopisima. Čerkezi se dijele na više grupa i plemena, to su:
Na širem području Adigeje razlikuje se više manjih plemena među kojima su Abadzehi, Bezlenejevci (Bezlenejci), Bžeduhi, Natuhajci ili Natuhadzi i Temirgojevci (Temirgojci). 
U 13. stoljeću Čerkezi su bili pod vlasti Gruzijaca, kada su i pokršteni. Kasnije, za razliku od Gruzijaca, u razdoblju od 16. do početka 19. stoljeća postupno prihvaćaju Islam, kojemu danas pripadaju praktično svi Čerkezi.   
U 15. stoljeću se osamostaljuju pa su neko vrijeme bili ruski vazali. Kasnije ulaze u neprekidne borbe s Tatarima. Od 1763. do 1864. traje dugotrajni Rusko-čerkeski rat, nakon čijeg se okončanja 1864. većina te etničke zajednice iselila u Tursku, više od 400 000.  
Turci su doseljene Čerkeze raselili po krajevima u Maloj Aziji, po Balkanu u Bugarskoj, Makedoniji i Srbiji, i nadalje po Siriji i Palestini. Njihovih potomaka ima još i danas po ovim državama iako ih se većina povukla nakon turske vladavine nazad u Tursku. 
Čerkezi jezično pripadaju sjeverozapadnoj (Jafetidskoj) grani Kavkazaca. Fizički su oni na području najbližem Crnom moru, kao plemena Šapsugi, Bžeduhi i Natuhadzi, predstavnici pontskog tipa Kavkazaca, subdolihocefalni (duge glave), duga lica, duge brade i tamne kose. Čerkezi su ipak većinom srednjeg rasta, tamnooki i mezokefalni. Za Kabardince koji su bili i pod tatarskim utjecajem, kaže se da su kratkoglavi, vitkog stasa i širokih ramena a po karakteru (iz treće ruke) ratoborni, ponosni, osvetoljubivi i podmukli, skloni razbojništvima i prevari. U tradicionalnoj kulturi Čerkeza prevladavali su stočarstvo i patrijarhat, uz nekad razvijenu feudalnu organizaciju. 
Ovce, koze, goveda i konji imali su za njih veliku važnost, poznati su kao vrsni jahači. Pčelarstvo im je također bilo značajno, tipične košnice rađene su od pruća i premazane zemljom ili balegom. Kuće su im bile niske od opeka ili pletera, pokrivene slamom i s velikom strehom. Kuće imaju dvije ili tri prostorije s ognjištem iznad kojega je dimnjak od pletera slično nekadašnjem slavonskom 'odžak'-u.
Čerkezi se ratarstvom bave možda negdje od prve polovice 20. stoljeća, ispočetka najviše uzgajajući proso; bez gnojenja. Jela su im bila od prosene kaše, mesa i riže s raznim umacima i začinima, prevladavaju paprika, luk, češnjak i med i kiselo mlijeko. Vole slatka jela s medom i sušeno ukuhano voće kao marelice u vinu ili medu. Od pića Čerkezi uživaju u raznim vinima i pivu od prosa, medovini, šerbe i različito pripremljenim sokovima. 
Središte etničkog života Čerkeza (tj., Adigejaca, kako sami sebe nazivaju) je na području Ruske Federacije, gdje ih ima nešto više od 700 000; ondje postoji i Republika Adigeja, čiji je glavni grad Majkop. Od nešto više od 400 000 stanovnika te savezne države, svega četvrtina su etnički Čerkezi - ali se njihovoj etničkoj zajednici daje protokolarna pažnja, te su u pravilu predsjednici republike etnički Adigejci. Adigejski jezik je i službeni jezik republike. 
Čerkezi čine oko polovine od oko 250 000 stanovnika Kabardinsko-Balkarske Republike, također u sastavu Ruske Federacije. Oni također govore dijalektima adigejskog, ali ih se etnički popisuje kao "Kabardince". U Karačajevo-Čerkeskoj Republici govori adigejski 12 posto od oko pola milijuna stanovnika: ondje se tu etničku zajednicu popisuje kao "Čerkeze". Na svim tim područjima, Čerkezi/Adigejci/Kabardinci se u svakodnevnom životu danas pretežno koriste ruskim jezikom. Adigejski jezik se zapisuje ruskom ćirilicom.
U Turskoj, koja je početkom 19. stoljeća primila vrlo veliki dio Čerkeza nakon što je Rusija nakon više desetljeća ratovanja ovladala sjevernim Kavkazom, ima danas znatno veći Čerkeza nego što ih je ostao na Kavkazu. Međutim su se ti Čerkezi postupno asimilirali među Turke, te među njima postoji tek svijest o podrijetlu. Stanoviti broj čerkeskih zajednica ostao je diljem zemalja koje je svojedobno obuhvaćalo Osmansko carstvo. 
Adigejci su jezikom i tradicijom bliski Abhazima kojih ima nešto više od 120.000 u obližnjoj Abhaziji koja je predmet spora između Gruzije i Rusije, te s Abazinima (koji govore dijalekt Abhaškog, nakon što su u 15. stoljeću migrirali više na sjever) kojih ima oko 50 000 na istim područjima juga Ruske Federacije, na kojima žive i Adigejci. 
Kozaci - slavenska etnička skupina pretežno ukrajinskog, a manjim dijelom poljskog i ruskog podrijetla - su povodom dugotrajnog ratovanja s Čerkezima, a potom i života u istim krajevima poprimili dio svojih folkornih tradicija (nošnju, glazbu i plesove i dr.) od Čerkeza. 

## Popis plemena
- Abadzehi (Абадзехи),
- Bezlenejevci (Бесленеевцы),
- Bžeduhi (Бжедуги),
- Hatukajevci (Хатукаевцы),
- Jegerukajevci (Егерухаевцы),
- Kabardinci,
- Mamhegi (Мамхеги),
- Natuhajci (Натухайцы),
- Šapsugi (Шапсуги),
- Temirgojevci (Темиргоевцы),
- Ubihi,
- Žanejevci (Жанеевцы).